# Башкиры (этноним)

Башкир, 1809 год

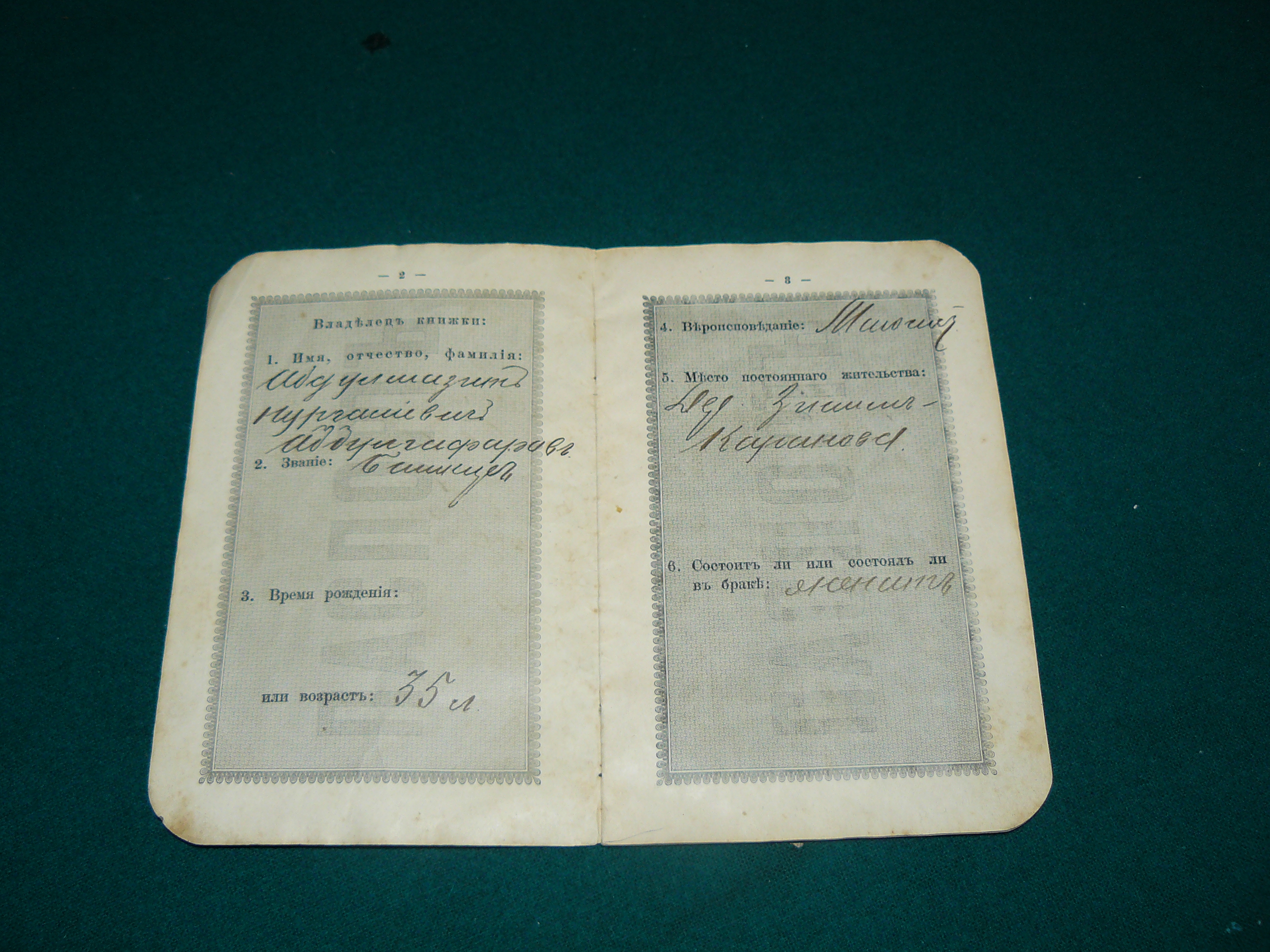
Паспорт писателя Мажита Гафури с обозначением его звания «башкир»

Башкорт или башкиры (известны варианты этнонима как «баскарды», «паскатур», «баскирды», «башкирды», «башкирцы») — самоназвание башкир, а также исторический этноним, использовавшийся рядом народностей Волго-Уралья в IX—XIX веках. Во втором случае формы написания и произношения этнонима различаются между собой и существует около 160 разноязычных вариантов.
Понятие «башкиры» до начала XX века имело двойное значение: этническое и сословное. Будучи полноправными собственниками земли, башкиры-вотчинники являлись привлекательной для других мусульман Уфимской губернии сословной группой, поэтому население не только татарских, но и чувашских и марийских селений часто именовало себя башкирами. Когда же статус «башкир» лишился конкретных преимуществ, те, кто были зарегистрированы как башкиры, но обладали другими культурными и этническими особенностями, стали идентифицировать себя с представителями других национальностей.

## Этимология
Первое сообщение термина «башкир» появилось в арабских письменных источниках в IX веке. Существует около 160 вариантов написания и около 40 версий происхождения этнонима.
- По версии Р. Ахмерова, на языке древних тюрки термин «кур» означает смелый, отважный, а термин «корти» — выражает слово народ. Персидский термин «бажкиренд» означает тамгасы, то есть клеймовщик, а тамга — важный и ведущий атрибут башкир. Так же есть персидский термин «Башгрд», который означает һунарсы (охотник).[14]
- По версии исследователей XVIII века В. Н. Татищева, П. И. Рычкова, И. Г. Георги, этноним башҡорт образован из составляющих общетюрк. *bash — главный и *kurt (тур. kurt, туркмен. gurt, азерб. qurd) — волк, означает главного волка[15][16][17];
- В 1847 году историк-краевед В. С. Юматов писал, что башҡорт означает пчеловода, хозяина пчёл[18];
- По версии Филоненко, так как Приуралье отсутствуют древние топонимы, связанные с корнем «башкир»/«башкорт», можно сказать, что это экзоним произошел от тюркского экзоэтнонима «баджа огур» — свояк огур, свояк угров[19][20][3]. Ибн Фадлан, по мнению А. В. Аксанова знавший тюркские языки, общался с «башкурдами» через переводчика, поскольку они были уграми[3].
- Согласно «Исторической записки о местности прежней уфимской провинции, где был центр древней Башкирии», изданной в Санкт-Петербурге в 1867 году, слово башҡорт означает главу Урала[21];
- Российский историк и этнограф А. Е. Алекторов в 1885 году выдвинул версию, по которой башҡорт означает отдельный народ[22];
- По мнению этнографа М. И. Уметбаева, в древности башкиры сами себя называли «баш унгар» («главный унгар»), позже «башгур», и позднее «башкурт»[9];
- Согласно Д. М. Данлопу[англ.] этноним башҡорт восходит к формам beshgur, bashgur, то есть пять племён, пять огуров. Так как Sh в современном языке, соответствует L в булгарском, следовательно, по мнению Данлопа, этнонимы башҡорт (bashgur) и булгар (bulgar) эквивалентны[23];
- Согласно языковеду А. М. Азнабаеву, данный этноним состоит из следующих частей: баш+угыр//угор+т: биш+угыр+т (здесь «биш» — число 5, «угыр» — название племени, «т» — общеалтайский показатель множественности). Он также сравнивает его этимологию с происхождением этнонимов «венгров» (вун[24] угар//угыр) и «булгар» (бäл[25] угор//угар//угыр)[26].
- По мнению учёного-этнографа Н. В. Бикбулатова, этноним башҡорт берёт начало от имени известного по письменным сообщениям Гардизи (XI в.) легендарного военачальника Башгирда, обитавшего в первой половине IX века между хазарами и кимаками в бассейне реки Яик[27];
- Антрополог и этнолог Р. М. Юсупов считал, что этноним башҡорт, интерпретируемый в большинстве случаев как «главный волк» на тюркской основе, в более раннее время имел ираноязычную основу в форме бачагург, где бача — потомок, ребёнок, дитя, а гург — волк[28]. Другой вариант этимологии этнонима башҡорт, по мнению Р. М. Юсупова, связан также с иранским словосочетанием бачагурд, и переводится как потомок, дитя богатырей, витязей. В этом случае бача переводится так же как дитя, ребёнок, потомок, а гурд — богатырь, витязь. После эпохи гуннов этноним мог изменяться до современного состояния следующим образом: бачагурд — бачгурд — бачгорд — башҡорд — башҡорт[29].
- А. Н. Усманов и А. Г. Биишева предложили расчленить слово «башкорт» на три части — баш + кор + т, где «баш» означает «главный», «кор» — «круг» (совещание людей, сидящих по кругу, община), а окончание «т» заимствовано из монгольского языка и означает множественное число[13]. Ф. И. Гордеев также делит слово на три части (башк(а) + ар + т), но даёт иное токование — люди, живущие вдоль реки Башкаус, а окончание «т» заимствованно из иранских языков и означает множественность[13].
- В трактовке Н. А. Баскакова слово «башкорт» состоит из двух частей «бадж» и «огур», что означает «свояк угров»[13].
- Согласно Д. Киекбаеву башкорт происходит от «бэш угыр» (башгур -> башкурт -> башкорт)[13].
- Согласно Кузееву наиболее вероятным является тюркское происхождение слова «башкорт», в котором элемент «корт» означает «волк», что согласуется с этнографической характеристикой башкир (культ волка занимал центральную позицию в мифологии), а также допустим с позиции лингвистического анализа[30].

## Употребление этнонима
По сообщениям католических миссионеров, таких как Юлиан, Иоанн де Плано Карпини, Гийом де Рубрук и других, совершивших путешествия на Восточную Европу накануне и после завоеваний Чингизидов «баскарды/бастарки/паскатуры» являлись «язычниками-венграми» и говорили на венгерском языке, а их страна называлась «Великой Венгрией» («Magna Hungaria») и располагалась к востоку от Волжской Булгарии и к северу от «Комании», откуда проистекает река Яик. На карте Мартина Вальдземюллера 1516 года нанесена область Hungaria Magna, к которой сделано пояснение: «те, кто живут здесь, зовутся Башкиры». Ниже, под пояснением, сделана надпись «Bastarci». Типологически могильники Венгрии близки с кушнаренковско-караякуповскими могильниками Приуралья. По мнению А. Х. Халикова, оставшиеся в Приуралье венгры в результате завоевания монголо-татарами были включены в состав покоренного населения. Тюркизация Поволжья и Приуралья происходит III—VI веках, в результате значительных миграций тюркских племен здесь складывается основа современных татар и башкир.
В верховьях реки Кама археологические культуры с угорскими чертами сохранились до XV—XVI веков, и с этой областью письменные источники соотносят этноним «башкирды». Происхождение этих культур связано с прониканием протомадьярских (венгерских) племен с территории современной Башкирии. С другой стороны, согласно башкирским историкам, по причине того, что часть башкир, покинувших территорию Южного Урала и поселившихся в Венгрии, представляла значительную военную силу, название башкир многие поздние арабо-персидские авторы распространяли на всех венгров, и путаница между венграми с башкирами, живущими на Урале, получила название «мадьярская проблема» в этногенезе башкир или «башкиро-мадьярская проблема». Уже в X веке у арабских географов имелось представление о существовании двух групп башкир. Были случаи, когда часть сведений из одной и той же работы относилась к башкирам, а другая часть — к венграм. Мадьярская проблема относится не только к восточным, но и к западноевропейским авторам. Часть угров, проживавшая в лесостепном Приуралье до XIV столетия, принималась западноевропейскими авторами за оставшихся на востоке венгров.
Письменные источники XV—XVI веков связывают «баскирд/башкирд» и «Башкирскую землю» с территорией Пермского Предуралья, с верховьями реки Камы, Чусовой, Исети, Туры и других сопредельных рек.
В VIII веке под древними башкирами понимались и преимущественно тюркские племена, составляющие часть печенегов, центральноазиатского происхождения, в составе которых также присутствовали и монголы. Данные племена расселились на территории современной Башкирии IX—X веках.
XVI—XIX веках в русских административно-управленческих учреждениях для обозначения населения северо-западной части Южного Приуралья использовался термин башкиры-вотчинники, в формировании которой приняли участие различные этнические группы, в том числе ногаи, татары, частично мордва, чуваши, марийцы. Также в «башкир», в «башкирское звание» в связи с высоким социальным статусом записывалось населения, переселившееся в Башкирию после падения Казанского ханства и проживавшие там на правах «припущенников». С XVIII века народ, известный ныне как башкиры, считал сам себя (являясь таковым и во внешнем восприятии) племенем, сословной группой и национальностью. Согласно башкирскому историку А. З. Асфандиярову, первыми припущенниками являлись этнические башкиры, позже к ним присоединялись переселенцы и других национальностей. В основном, башкирское сословие было создано на основе тюркского населения Южного Урала, прежде входившего в состав Казанского ханства, получило привилегированный статус и противопоставлялось другим тюркским народам региона.
Русский ученый П. И. Кеппен писал, что в башкирском сословии находились и выходцы из Туркестана, оренбургские татары-казаки, ногайские татары на реке Сакмаре, «киргизсцы Средней части Малой Орды», а также выходцев из Средней Азии, в разное время поселившихся на башкирских землях.
В начале XX века В. Э. Ден, ссылаясь на указ 7 мая 1753 года, отмечал, что слово «башкиры» употреблялось по названию Башкирии и в отношении мещеряков, вотяков, мордвы, черемисов и чувашей, по месту жительства.
Русскоязычный вариант «башкиры» встречается в летописях XV—XVI веков. Через русский язык название «башкиры» проникло в другие, нетюркские языки. В тюркских языках в качестве названия башкирского народа используется форма «башкорт» и созвучные с ней. Устаревшее русскоязычное название — башкирцы.

### Использование этнонима у калмыков
Также, в начале XIX века, калмыков-мусульман учитывали в рамках башкирского сословия. Башкиры просили больше не использовать название «калмык» в отношении мусульман, а просили называть их башкирами. В данном случае слово «башкир» имело значение не столько обозначение народа, сколько сословное обозначение.
Численность аюкинских калмыков, вошедших в башкирское сословие, в конце XVIII — начале XIX века составляла по разным оценкам от 500 до 40 тысяч человек, включая сартов и тархан вошедших в состав башкир.

### Использование этнонима у татар
В современной этнологии встречается проблема этнической классификации предков некоторых групп волго-уральских татар на основе использования ими этнонима башкиры. К 1917 году политика российского государства, затрагивающая ключевые аспекты сословного статуса башкир, привела к созданию из них социальной группы, связанной с определённой территорией. Когда статус «башкир» лишился конкретных преимуществ, а государство приняло меры по ограничению числа лиц, которые могли быть признаны башкирскими вотчинниками, те, кто были зарегистрированы как башкиры, но обладали другими культурными и этническими особенностями, стали идентифицировать себя с представителями других национальностей, в том числе мишарами, тептярами, которые ранее учитывались, как «новые башкиры», и татарами. В основном это касалось Востока современного Татарстана, Западной и Северо-Восточной частей современной Башкирии и Зауралья, также после ликвидации Башкирского войска и перевода служилых в общегражданское состояние, последовало размежевание земель, в результате которого все деревни получили фиксированный надел, и стремление оказаться в башкирском сословии потеряло всякий смысл. В итоге последующие переписи фиксируют неуклонное снижение численности башкир.
В XVIII веке татар, приписанных в башкирские кантоны, также называли башкирами.
В 1855 году с закреплением у тептярей названия «новые башкиры» и с преобразованием Башкиро-мещерякского войска в Башкирское войско, что привело к включению мещеряков в состав башкир, этнический смысл понятия «башкиры» на территории современного Востока Татарстана и Запада Башкортостана был окончательно утерян. Многие группы населения, входившие в прошлом в Сарапульский и Елабужский уезды Вятской губернии, Мензелинский уезд Уфимской губернии и Бугульминский уезд Самарской губернии и именовавшиеся в документах «башкирами», следует рассматривать как часть татарского этноса. В северо-западных районах Башкортостана не только этноним «башкир», но и этнонимы «мишар» и «тептярь» употреблялись в значении сословия.
После Башкирского восстания 1730-х годов, когда мишаре в большинстве выступили на стороне царского правительства и получили за это право безоброчно жить на башкирских землях, обострились отношения между башкирами и мишарами. Часть мишарей стали называть себя «башкирами», после чего, понятие «башкир» стало употребляться не только в смысле этническом, но и административно-сословном.

### Использование этнонима в Иране
Несмотря на малоизученность, известно, что в Исламской Республике Иран по горному хребту Башкарт проживает малочисленный народ башкарт. Происхождение самоназвания своего народа они не знают, при этом объясняют, что название им дано за постоянный переход из одного места в другое (то есть за кочевание).

### Использование этнонима у финно-угров
После вхождения Урало-Поволжья в Российское государство, правительство не предпринимало никаких усилий по обособлению финно-угров и не стремилось превратить их в сословие, как башкир. Финно-угры Урала и Поволжья не участвовали в политической жизни страны, и этническая самоидентификация у них была представлена слабо, в итоге они часто оказывались в составе башкирского сословия и записывались в башкиры.
Известны случаи, что представители марийцев, мордвы и удмуртов, а также чувашей, чтобы именоваться башкирами (войти в сословие башкир), принимали ислам, в XIX же веке, с включение в сословие башкир бобылей и тептяр, в башкирах начали числиться и христиане, и язычники (удмурты, марийцы, чуваши, мордва).
Во время переписей и ревизий припущенники из марийцев, мордвы, удмуртов сознательно выдавали себя за башкир и стремились избежать двойного оклада: государству и вотчинникам-башкирам.

### Использование этнонима у русских
Источники первой половины XVIII века свидетельствуют, что часть русских переходило в башкирское сословие. В XVIII веке на землях башкир наблюдалась массовая смена этнической принадлежности у русских переселенцев в зависимости от тех выгод, податей и обязательств, которые государство назначало башкирам, в первую очередь это объясняется стремлением избежать уплаты налогов, возлагавшихся на русское население.